# Вулиця Тинєцька (Краків)
Вулиця Тинєцька (пол. Ulica Tyniecka) — вулиця в Кракові в дільниці Дембники, що тягнеться від площі Дембніцький Ринок вздовж правого берега річки Вісла в напрямку Тинець до розв'язки Краків Тинець південної об'їзної дороги Кракова вздовж автомагістралі А4.
Дорога середньовічного походження як шлях до Тинця з'являється на планах міста наприкінці XIX століття. Офіційно свою нинішню назву вона отримала в 1912 році  , хоча назва вулиці Надвіслянської також фігурує на планах того періоду .
У 1930-х і 1940-х роках на початковій ділянці вулиці повстав масив легіоністів. Під номером 7 під час німецької окупації проживав музеєзнавець і альпініст Стефан Коморніцький, який був вбитий тут 17 квітня 1942 року під час пограбування .
Вулиця станом на 2023 рік роз'єднана; складається з трьох ділянок, розташованих у різних частинах Дембників і частково з'єднаних непроїздними проходами.

## Історичні об'єкти
До реєстру пам'яток занесено такі будівлі по вул. Тинєцька  :
- кам'яниця 1906 р. на розі Ринок Дембніцький 6 та вул. Тинєцька 2, реєстр. : А-968 від 12.08.1993 р.,
- вілла «Под Мінервою», вул. Тинєцька 7, з XVIII ст., перебудована наприкінці XIX ст., у 1919—1921 рр., реєстр. : А-881 від 18.04.1991 р.
- Палацовий комплекс Ласоцьких 1880 р. — палац з флігелем і парком, вул. Тинєцька 18, реєстр. : А-603 від 30 травня 1979 р.
- колишня міська митниця «На Дембніках» 1919—1920 рр., вул. Тинєцька 46, реєстр. : А-1323/М від 05.02.2013 р.
- садиба межі XIX—XX століть з садом, вул. Тинєцька 152, XIX/XX, реєстр. : А-1013 від 22.01.1996 р.
- Оборонна земляна споруда ФС-29 1854—1857 рр., вул. Тинєцька (скелі Твардовського), рег. : А-831 від 27.02.1990.

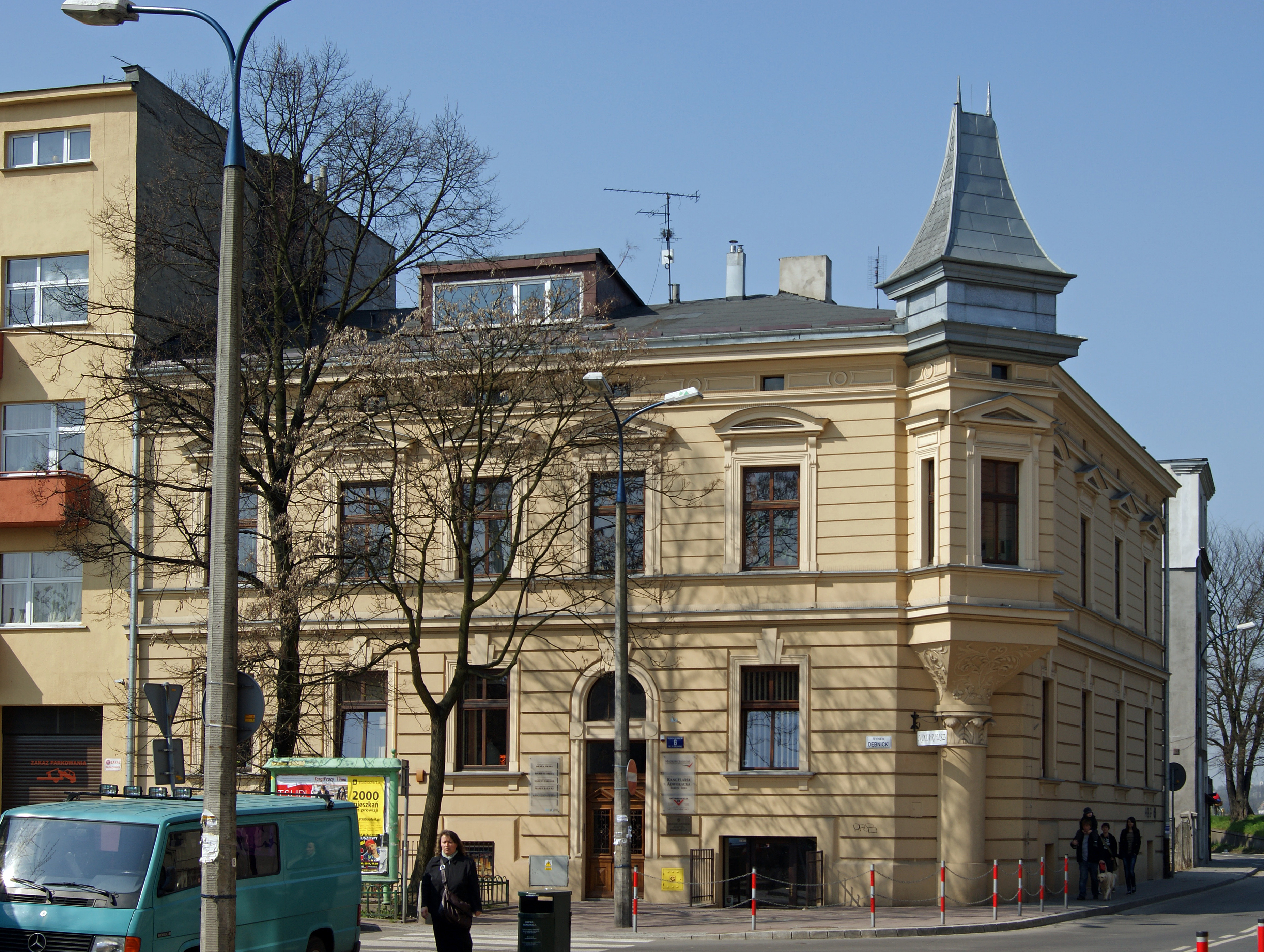
Кам'яниця на розі площі Дембніцького ринку та вулиці Тинєцької
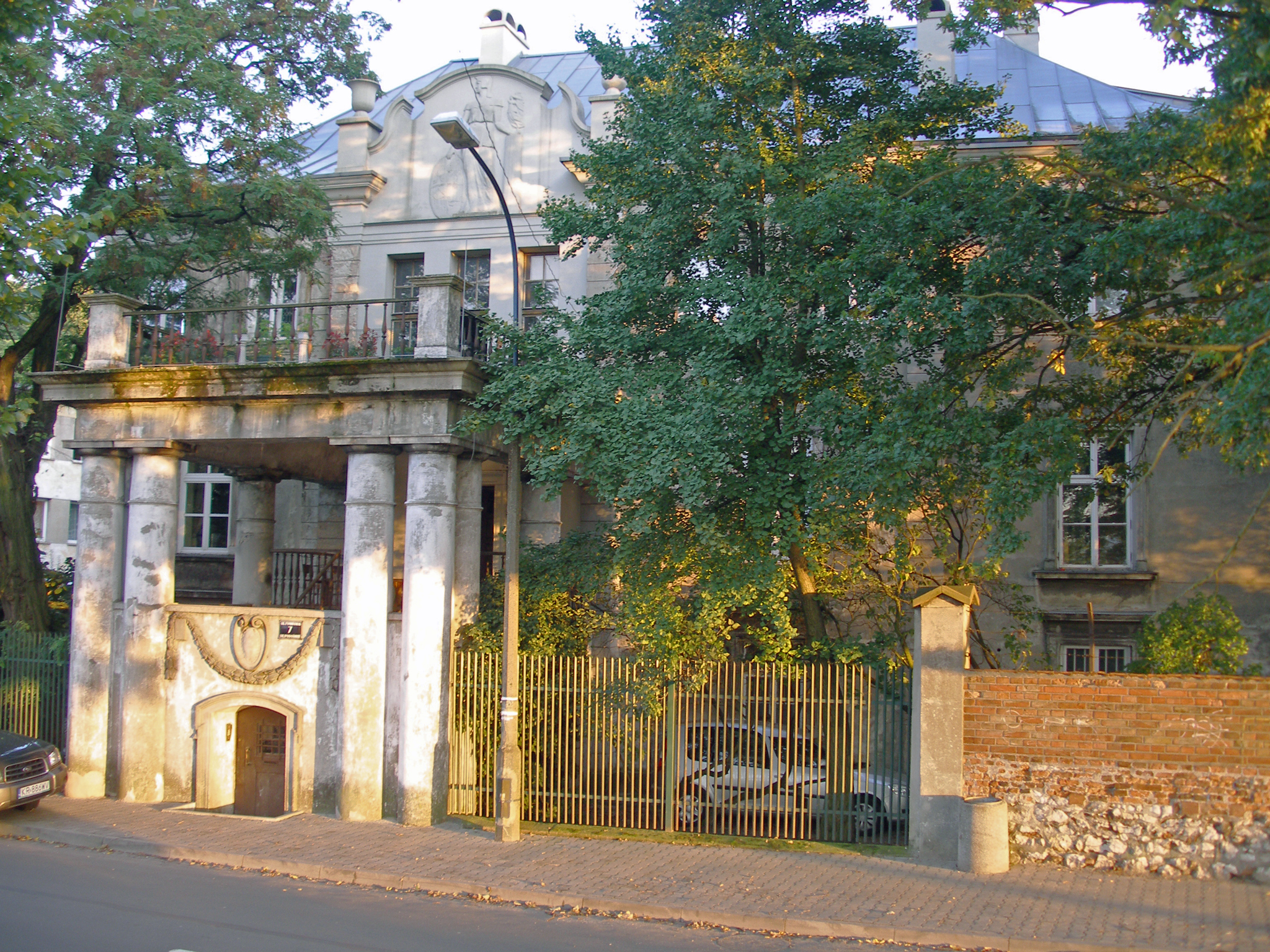
Вілла «Під Мінервою»
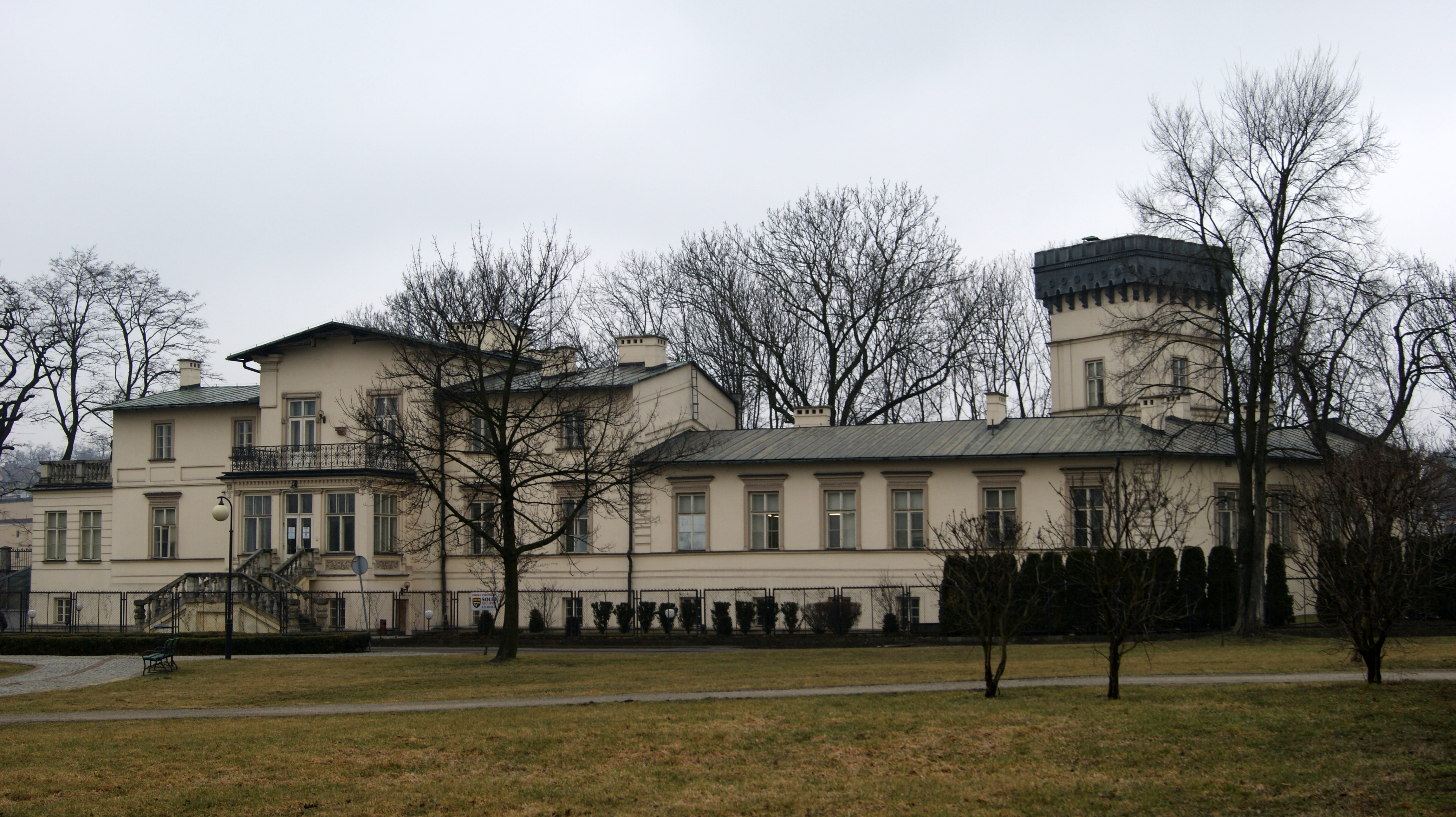
Палацовий комплекс Ласоцьких
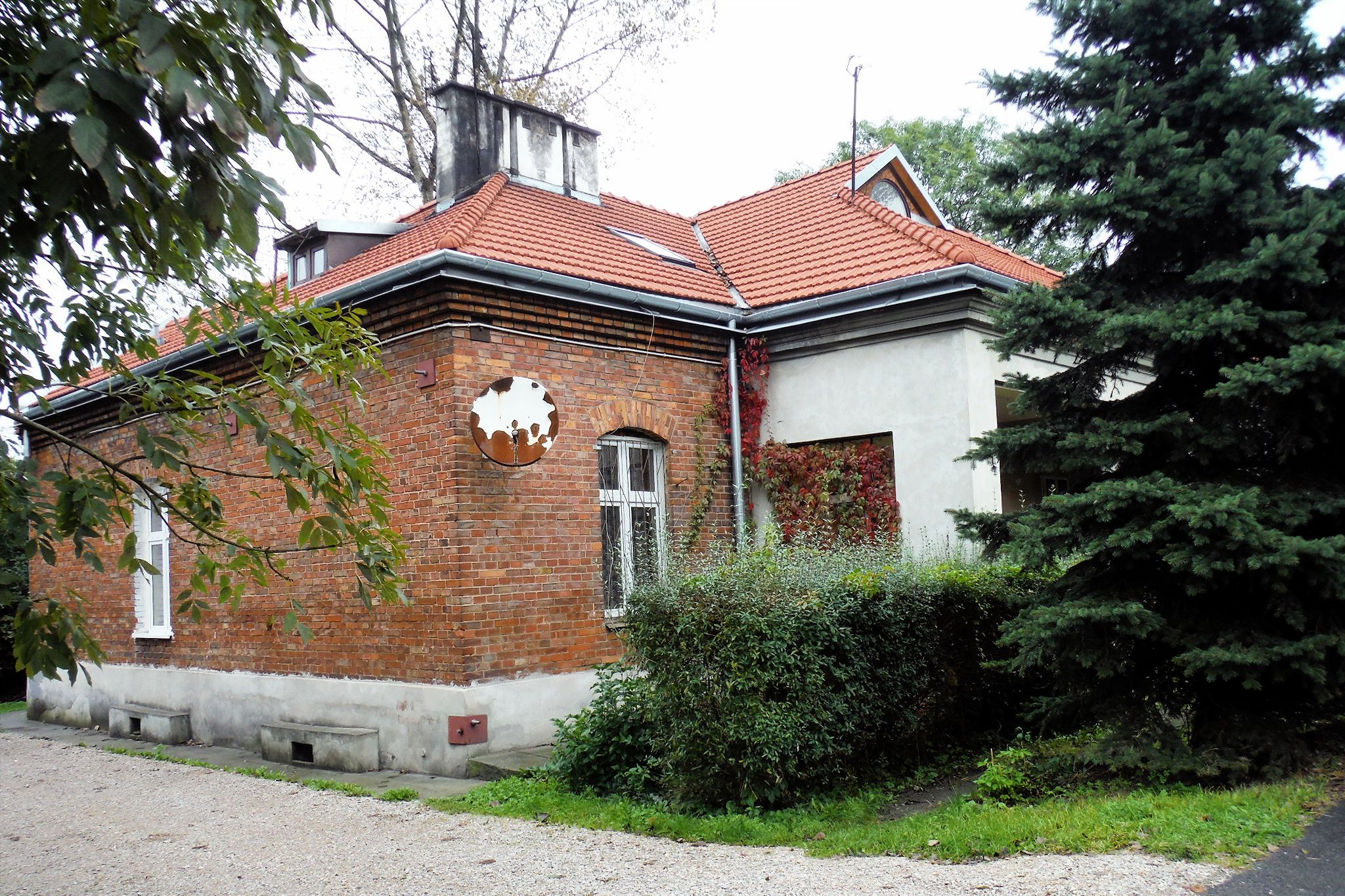
Пункт збору оплат "На Дембніках"
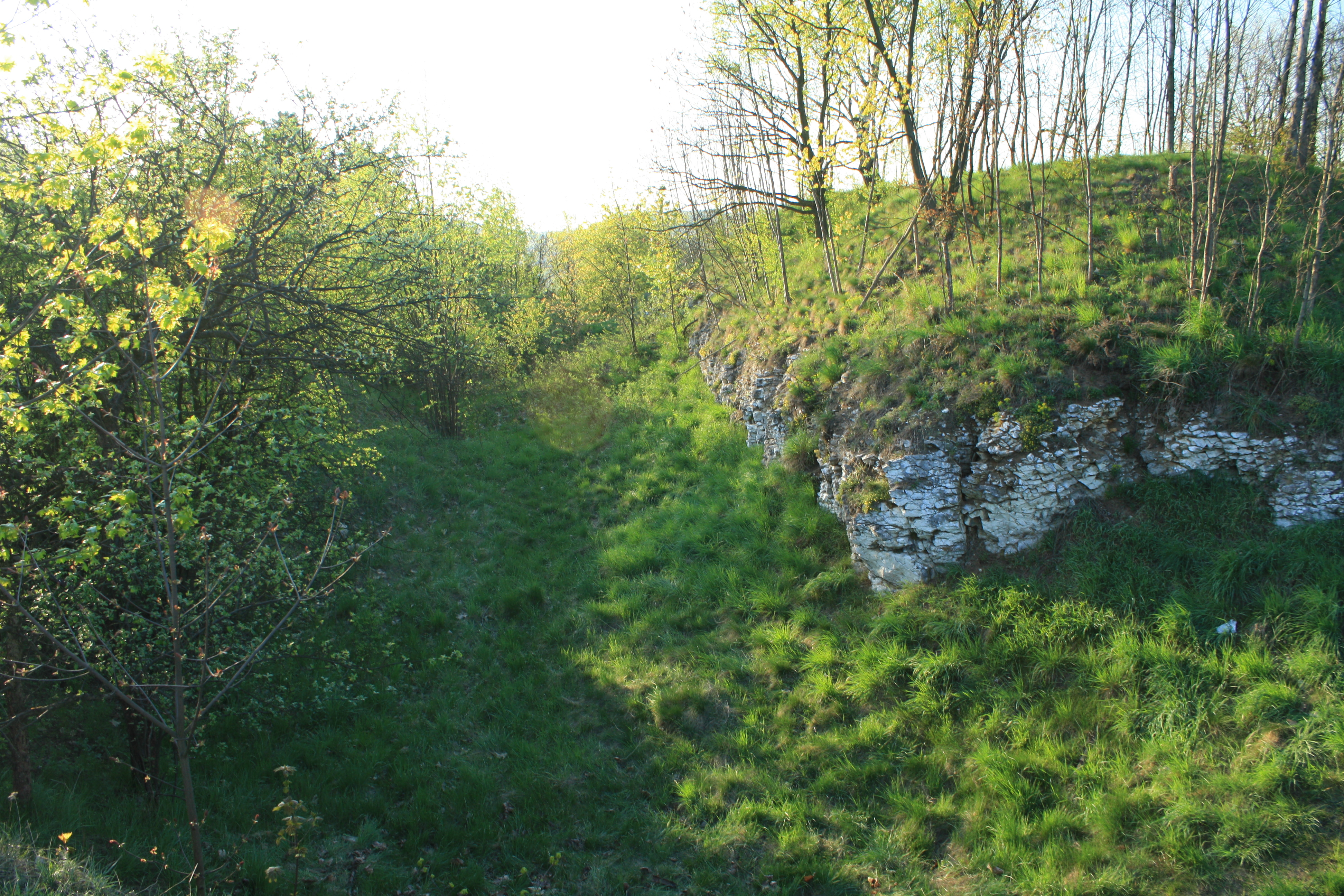
Окоп ФС-29